# دانشکده پزشکی زاهدان
دانشکده پزشکی دانشگاه علوم پزشکی زاهدان یکی از دانشکده‌های پزشکی ایران وابسته به دانشگاه علوم پزشکی زاهدان در زاهدان است. این دانشکده در سال ۱۳۶۵ بنیانگذاری شد و دارای ۵ بیمارستان آموزشی است.

## تاریخچه
دانشکده پزشکی زاهدان در سال ۱۳۶۵ با تعداد کمتر از ۱۰ نفر عضو هیئت علمی و پذیرش تعداد ۲۸ نفر دانشجوی پزشکی فعالیت آموزشی خود را شروع نمود پذیرش دانشجو تا سال ۱۳۷۸ بین ۱۲۵–۹۰ نفر افزایش یافت و پس از آن تا سال ۱۳۸۴ به ۶۰–۴۰ نفر تقلیل پیدا کرد و از سال ۱۳۸۵ تا کنون به ۷۰ نفر افزایش یافت این دانشکده هم‌اکنون در ۱۲ رشته تخصصی بالینی (چشم پزشکی، داخلی، جراحی عمومی، کودکان، زنان و زایمان، عفونی، رادیولوژی، بیهوشی، طب اورژانس، اورولوژی، روانپزشکی و قلب و عروق) و ۶ رشته کارشناسی ارشد (میکروب‌شناسی، انگل‌شناسی، بیوشیمی، فیزیولوژی، روانشناسی بالینی و تشریح) و رشته کارشناسی تغذیه و دوره پودمانی مدیریت عالی بهداشت (MPH) با تعداد ۷۸۳ دانشجو فعالیت آموزشی دارد از جمله تغییرات چشم گیر دانشکده پزشکی فضای مناسب دانشکده و تأسیس بیمارستان علی ابن ابی طالب (ع) با ۴۲۶ تخت در محدوده مجتمع پردیس دانشگاه و همچنین راه اندازی خوابگاه خانمها و ساخت خوابگاه آقایان در مجتمع می‌باشد.